# Marathon van Amsterdam 2000
De marathon van Amsterdam 2000 vond plaats op zondag 15 oktober. Het was de 25e editie van deze marathon.

## Uitslagen

### Mannen
| rang   | naam                    | land | tijd    |
| ------ | ----------------------- | ---- | ------- |
| Goud   | Francisco Javier Cortés | ESP  | 2:08.57 |
| Zilver | Abraham Limo            | KEN  | 2:09.17 |
| Brons  | David Busenei           | KEN  | 2:10.38 |
| 4      | Samson Kandie           | KEN  | 2:10.50 |
| 5      | Kamal Ziani             | ESP  | 2:10.52 |
| 6      | James Moiben            | KEN  | 2:11.04 |
| 7      | Diego García            | ESP  | 2:12.43 |
| 8      | Koen Allaert            | BEL  | 2:12.44 |
| 9      | Fekadu Degefu           | ETH  | 2:12.49 |
| 10     | John Kipsang            | KEN  | 2:13.34 |
| 11     | David Menjo             | KEN  | 2:14.16 |
| 12     | Kefa Keraro             | KEN  | 2:15.45 |
| 13     | Wilson Kibet            | KEN  | 2:16.01 |
| 14     | Aziz Laraichi           | MAR  | 2:16.12 |
| 15     | Massimo Leonardi        | ITA  | 2:16.15 |
| 16     | Manuel Pita             | POR  | 2:17.07 |
| 17     | Worku Bikila            | ETH  | 2:17.10 |
| 18     | Patrick Sang            | KEN  | 2:18.50 |
| 19     | Charles Omwoyo          | KEN  | 2:19.22 |
| 20     | Aiduna Aitnafa          | NED  | 2:19.31 |
| 21     | Michel de Maat          | NED  | 2:25.07 |
| 22     | Alain Potiaux           | BEL  | 2:25.41 |
| 23     | Luc Molemans            | BEL  | 2:26.00 |
| 24     | Abdel Boukriniaa        | BEL  | 2:32.41 |
| 25     | Nicholas Milovsorov     | GBR  | 2:32.43 |
| 26     | Peter Hopman            | NED  | 2:32.54 |
| 27     | Gerard van Rijn         | NED  | 2:33.17 |
| 28     | Veron Lust              | NED  | 2:33.25 |
| 29     | Sacha Muhlebach         | NED  | 2:33.32 |
| 30     | Martin Delleman         | NED  | 2:33.57 |

### Vrouwen
| rang   | naam                | land | tijd    |
| ------ | ------------------- | ---- | ------- |
| Goud   | Abeba Tolla         | ETH  | 2:29.54 |
| Zilver | Mary Ptikany        | KEN  | 2:32.04 |
| Brons  | Dagmar Rabensteiner | AUT  | 2:35.42 |
| 4      | Jolanda de Klerk    | NED  | 3:11.16 |

1975 ·
1976 ·
1977 ·
1978 ·
1979 ·
1980 ·
1981 ·
1982 ·
1983 ·
1984 ·
1985 ·
1986 ·
1987 ·
1988 ·
1989 ·
1990 ·
1991 ·
1992 ·
1993 ·
1994 ·
1995 ·
1996 ·
1997 ·
1998 ·
1999 ·
2000 ·
2001 ·
2002 ·
2003 ·
2004 ·
2005 ·
2006 ·
2007 ·
2008 ·
2009 ·
2010 ·
2011 ·
2012 ·
2013 ·
2014 ·
2015 ·
2016 ·
2017 ·
2018 ·
2019 ·
2020 ·
2021 ·
2022 ·
2023 ·
2024 ·
2025